# دومانگویتسه (استان ووتسکی)
دومانگویتسه (به لهستانی:  Domaniewice) یک روستا در لهستان است که در گمینا دومانگویتسه واقع شده‌است. دومانگویتسه ۹۰۶ نفر جمعیت دارد.